# Bee Gees Love Hits
A Bee Gees Love Hits című lemez a Bee Gees Brazíliában  kiadott válogatáslemeze.

## Az album dalai
1. Too Much Heaven (Barry, Robin és Maurice Gibb) – 4:54
2. Love So Right (Barry, Robin és Maurice Gibb) – 3:31
3. (Our Love) Don´T Throw It All Away (Barry Gibb, Blue Weaver) – 4:02
4. Reaching Out (Barry, Robin és Maurice Gibb) – 4:04
5. I Started A Joke (Barry, Robin és Maurice Gibb) – 3:06
6. How Deep Is Your Love(Barry, Robin és Maurice Gibb) – 4:03
7. How Can You Mend A Broken Heart (Barry és Robin Gbb) – 3:56
8. I Still Love You (Barry, Robin és Maurice Gibb) – 4:24
9. Someone Belong To Someone (Barry, Robin és Maurice Gibb) – 4:24
10. Love You Inside Out (Barry, Robin és Maurice Gibb) – 4:08
11. You Stepped Into My Life (Barry, Robin és Maurice Gibb)  – 3:25
12. Fanny (Be Tender With My Love) (Barry, Robin és Maurice Gibb)  – 4:06
13. Then You Left Me (Barry és Maurice Gibb) – 3:11
14. Don't Forget To Remember (Barry és Maurice Gibb) – 3:28
15. Massachusetts (Barry, Robin és Maurice Gibb) – 2:21
16. Run To Me (Barry, Robin és Maurice Gibb) – 3:00

## Közreműködők
- Bee Gees